# Sansevieria trifasciata
Langue de belle-mère, Couteau
Ne doit pas être confondu avec Sansevieria fasciata.
Espèce
Classification APG III (2009)
Sansevieria trifasciata (ou Dracaena trifasciata) est une espèce subtropicale de plantes succulentes. Elle est familièrement appelée langue de belle-mère ou couteau. Elle appartient à la famille des Liliaceae (ou à celle des Dracaenaceae) selon la classification classique, ou à celle des Asparagaceae selon la classification phylogénétique.

## Origine
Elle est originaire d'Afrique, dans une zone allant du Nigeria à l'est du Congo. En raison de sa forme avec des feuilles longues et pointues, elle est parfois surnommée « plante serpent » ou « langue de belle-mère ». Aux Antilles, en Guadeloupe et Martinique, c'est une variété de karata à l'état sauvage. Autrefois les plus longues servaient à fabriquer des cordes.

## Étymologie
Le genre a été nommé Sanseviera en l'honneur de Raimondo di Sangro, prince de San Severo, qui naquit  en 1710 à Torremaggiore (Italie) et mourut à Naples (Italie) en 1771.
Son épithète spécifique trifasciata signifie « à trois faisceaux ».

## Description
Ses feuilles rigides en rosette poussent verticalement. À maturité, les feuilles sont vert foncé avec des bandes transversales de couleur grise ou vert clair. Elles mesurent de 70 à 90 cm de haut et de 5 à 6 cm de large.

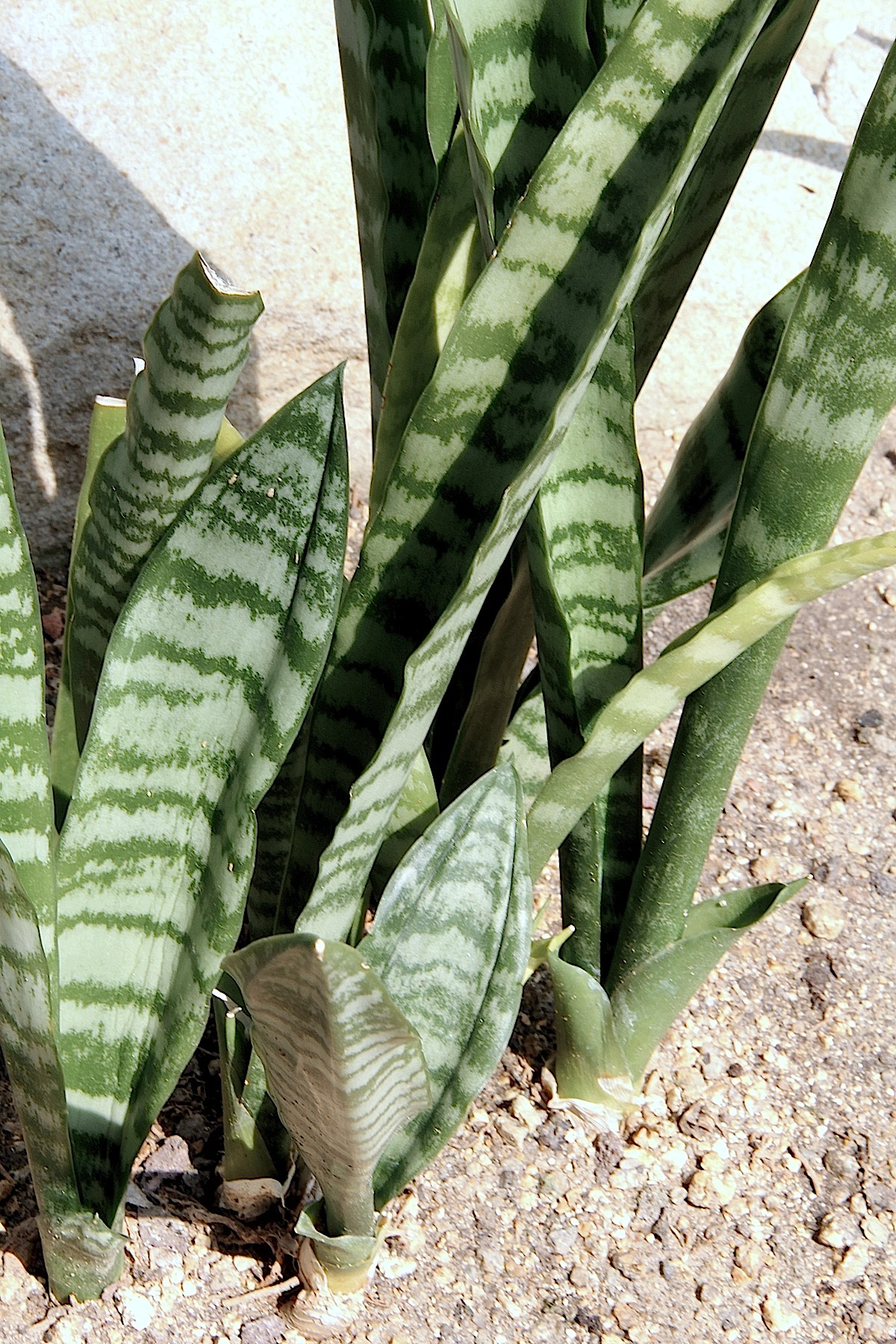
Feuilles
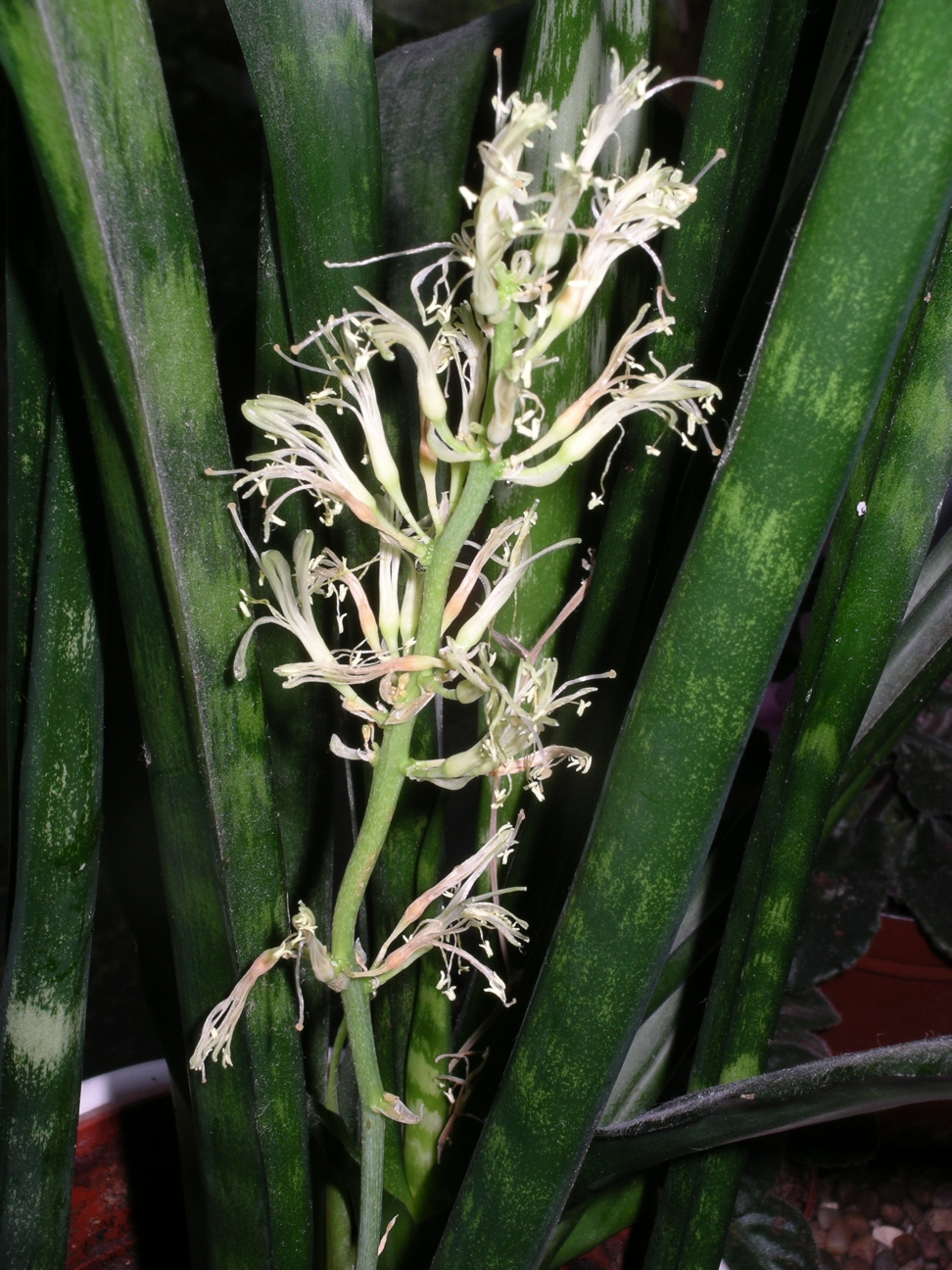
Sansevieria trifasciata en fleur
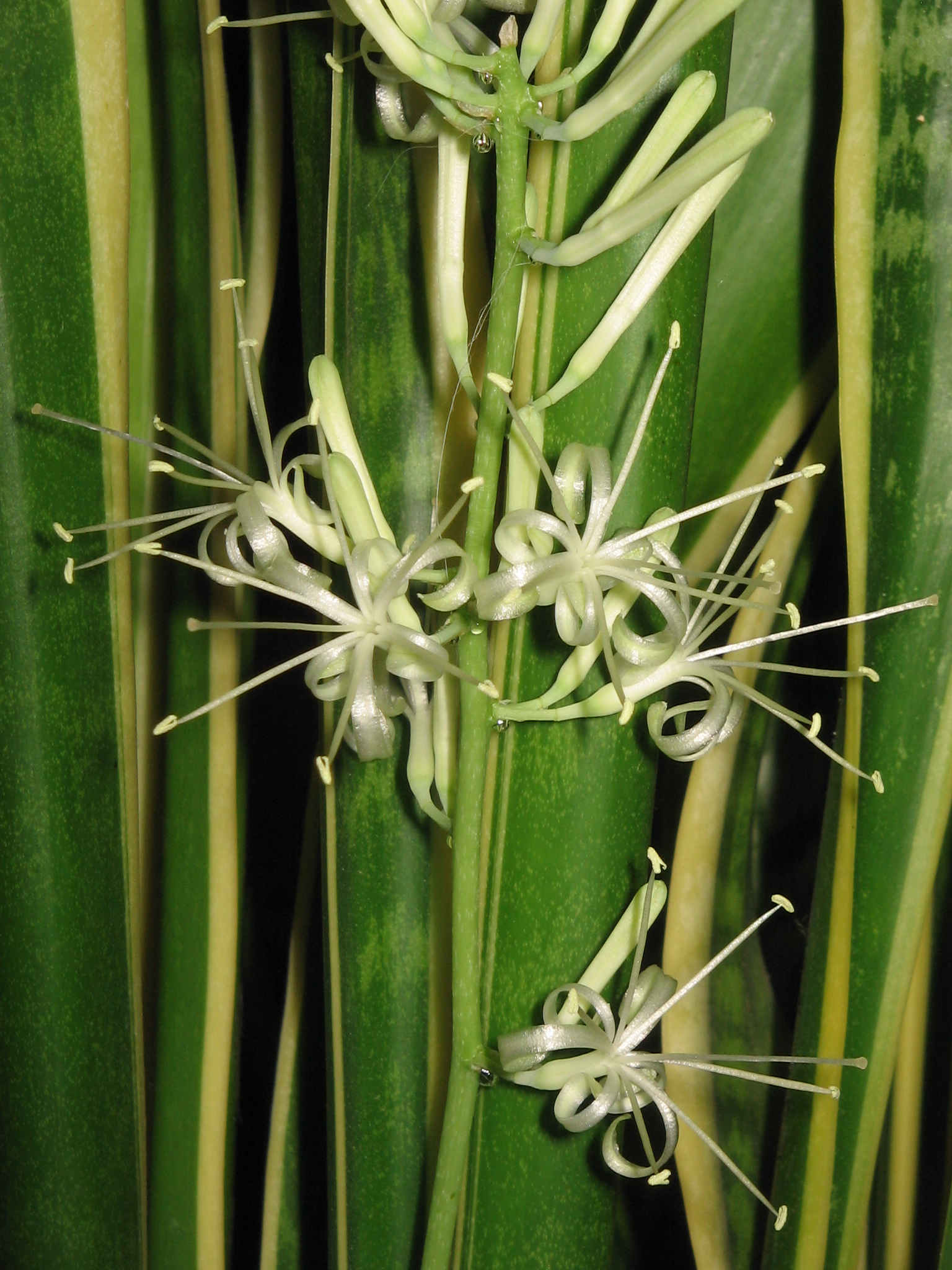
Fleurs
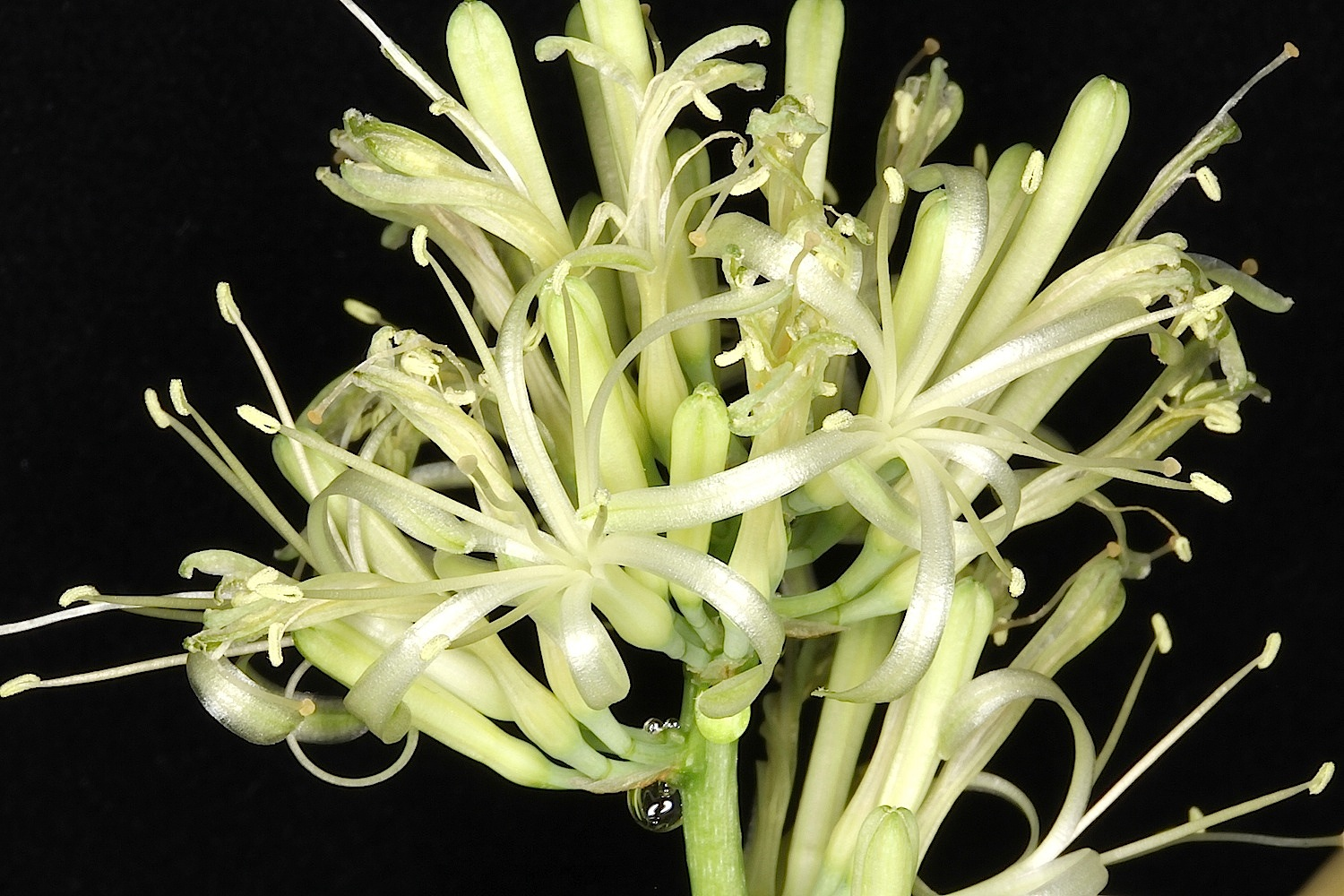
Détail de l'inflorescence
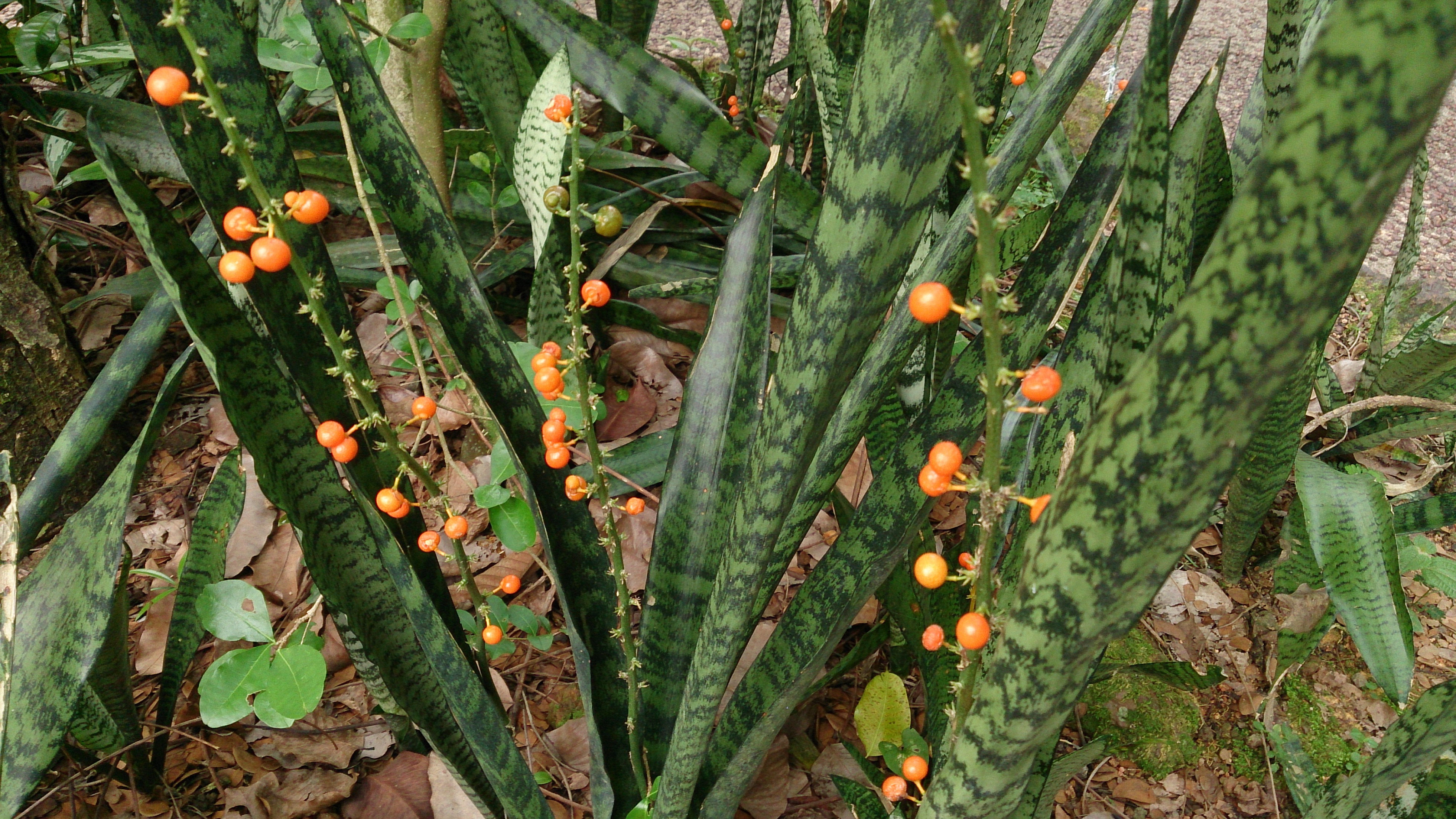
Fruits

## Biologie
C'est une espèce de plantes herbacées persistantes. Elle forme des buissons denses en se propageant par son rhizome rampant. Celui-ci est en général souterrain, mais peut aussi se développer au ras du sol.

## Plante dépolluante
Bien que la Sansevieria soit souvent présentée dans le commerce et la littérature populaire comme une plante dépolluante, les recherches scientifiques approfondies mettent en doute sa capacité à purifier l'air de manière significative dans les environnements habituels. Les études indiquent que, bien que certaines plantes puissent absorber de faibles quantités de polluants dans des conditions de laboratoire contrôlées, cet effet est marginal dans les espaces de vie courants, où le sol et les micro-organismes jouent un rôle prépondérant dans la dégradation des polluants .
La sansevérine trifoliée a la capacité de métaboliser quatre des cinq principales toxines de l'air impliquées dans le syndrome du bâtiment malsain mais l'effet dépolluant est négligeable par rapport au besoin dans des conditions réelles même si la plante améliore légèrement les performances d'un filtre au charbon actif. Pour le formaldéhyde et le xylène, ce sont respectivement par heure, dans certaines conditions de laboratoire, 189 et 157 microgrammes qui sont absorbés par la sansevière, soit près de dix fois moins que la fougère de Boston dans le premier cas, plus de trois fois moins que le dattier du Mékong  dans le second.

## Cultivars
De nombreux cultivars décoratifs ont été créés avec notamment des bandes au bord des feuilles colorées en jaune ou blanc : 'Compacta', 'Goldiana', 'Hahnii', 'Laurentii', 'Silbersee' ou  'Silver Hahnii'.

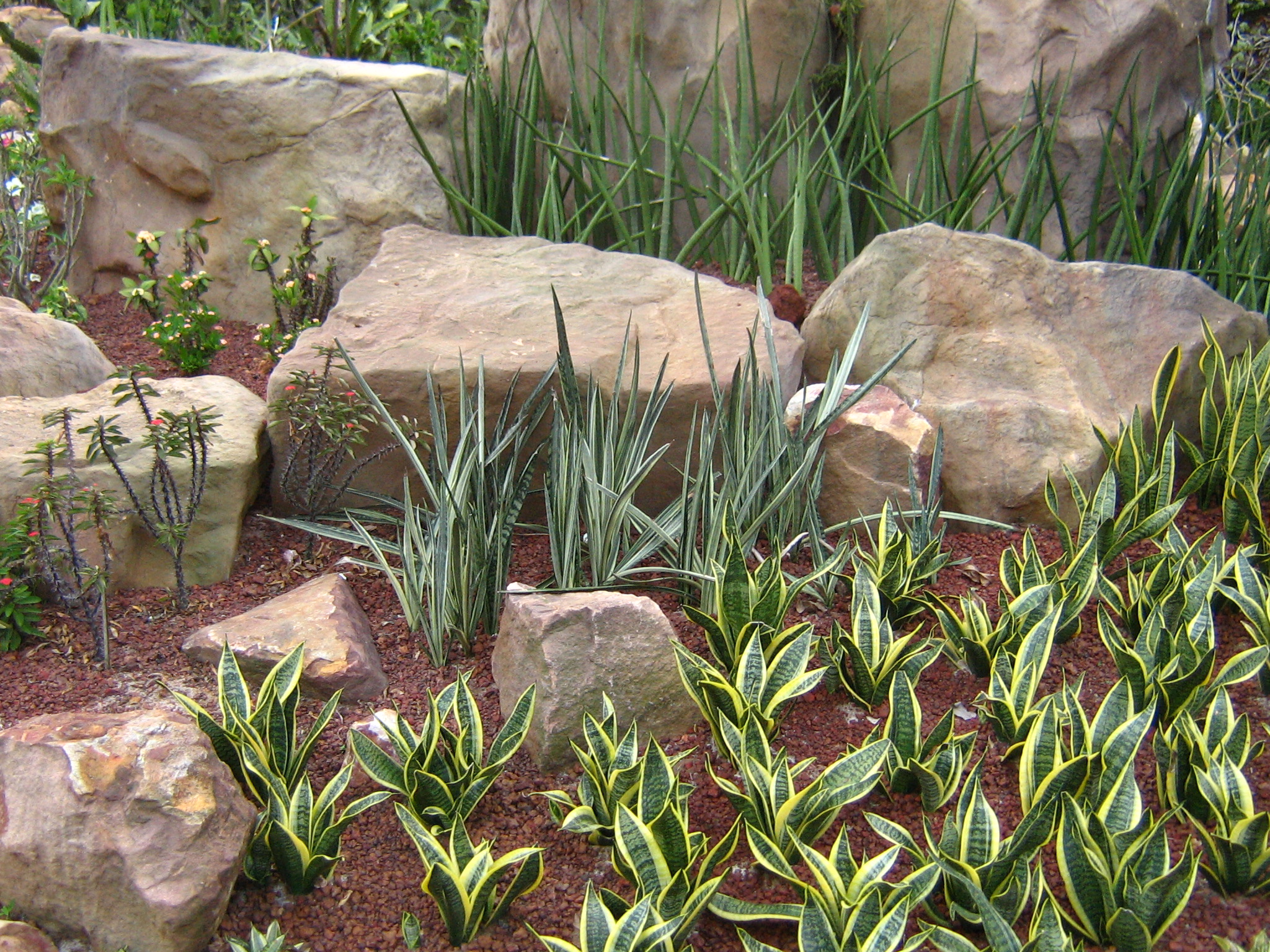
Sansevieria trifasciata 'Golden Hahnii'
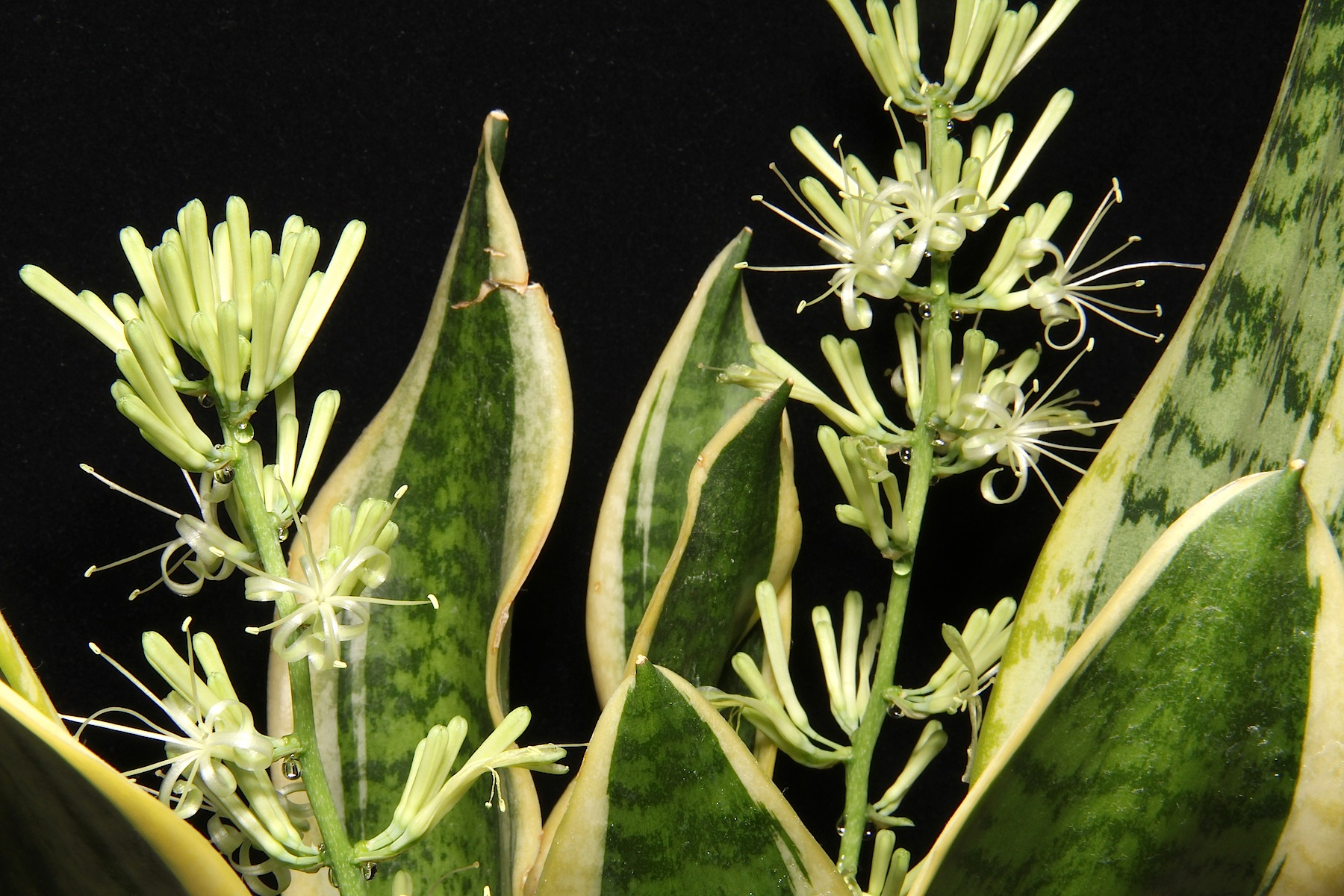
Sansevieria trifasciata 'Futura Simplex'
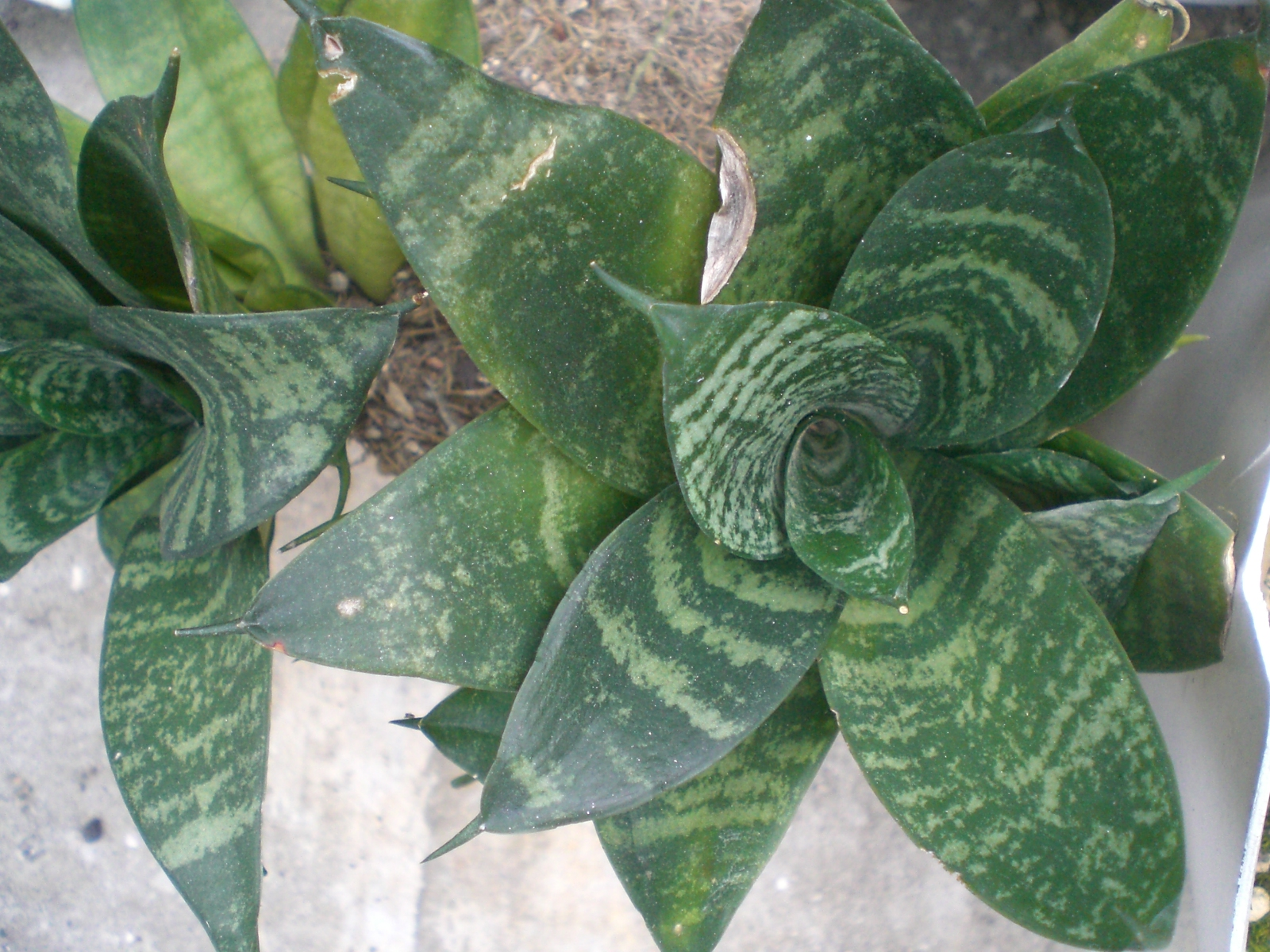
Sansevieria trifasciata 'Hahnii Green Leaves'
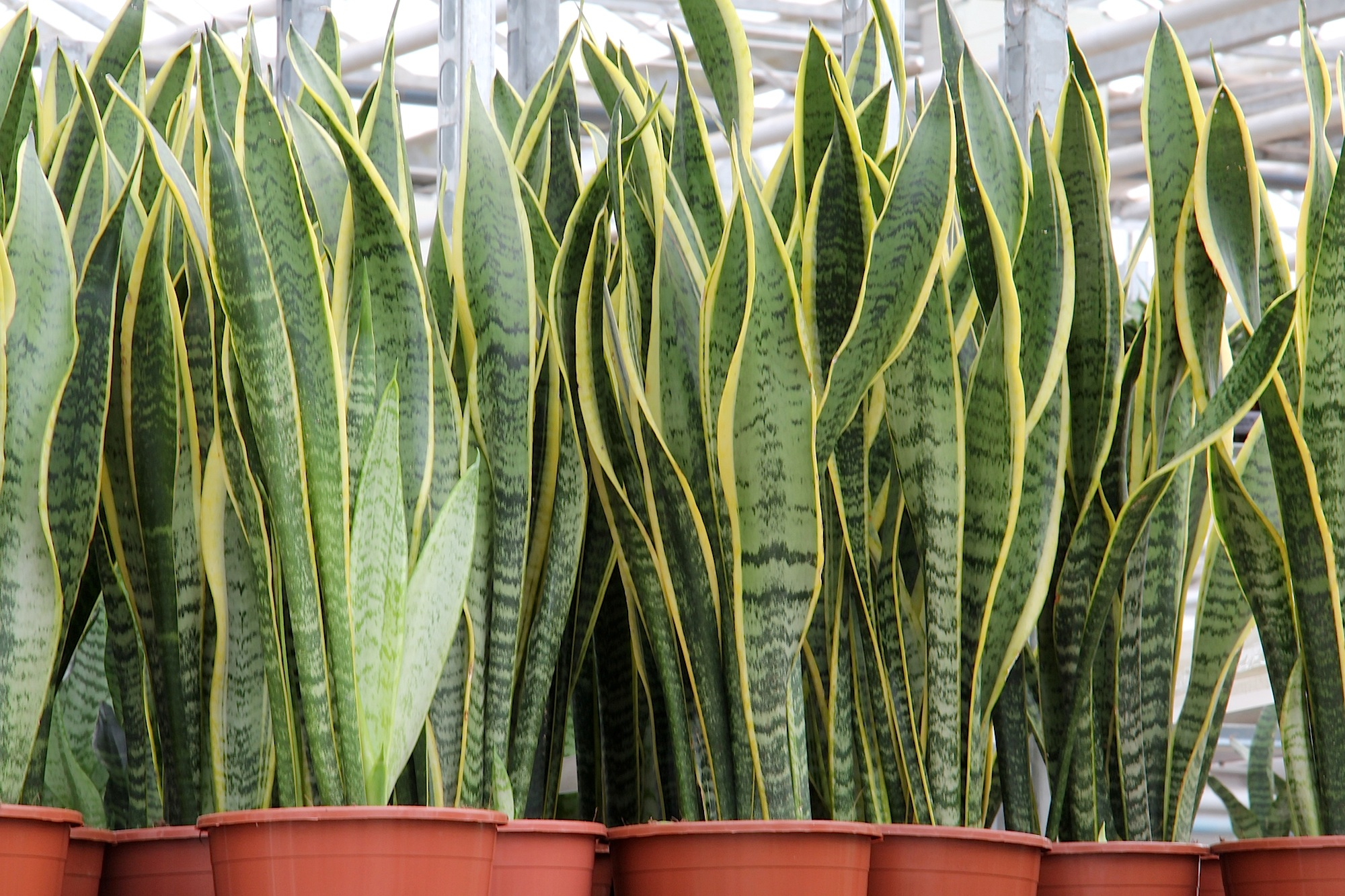
Sansevieria trifasciata 'Laurentii'
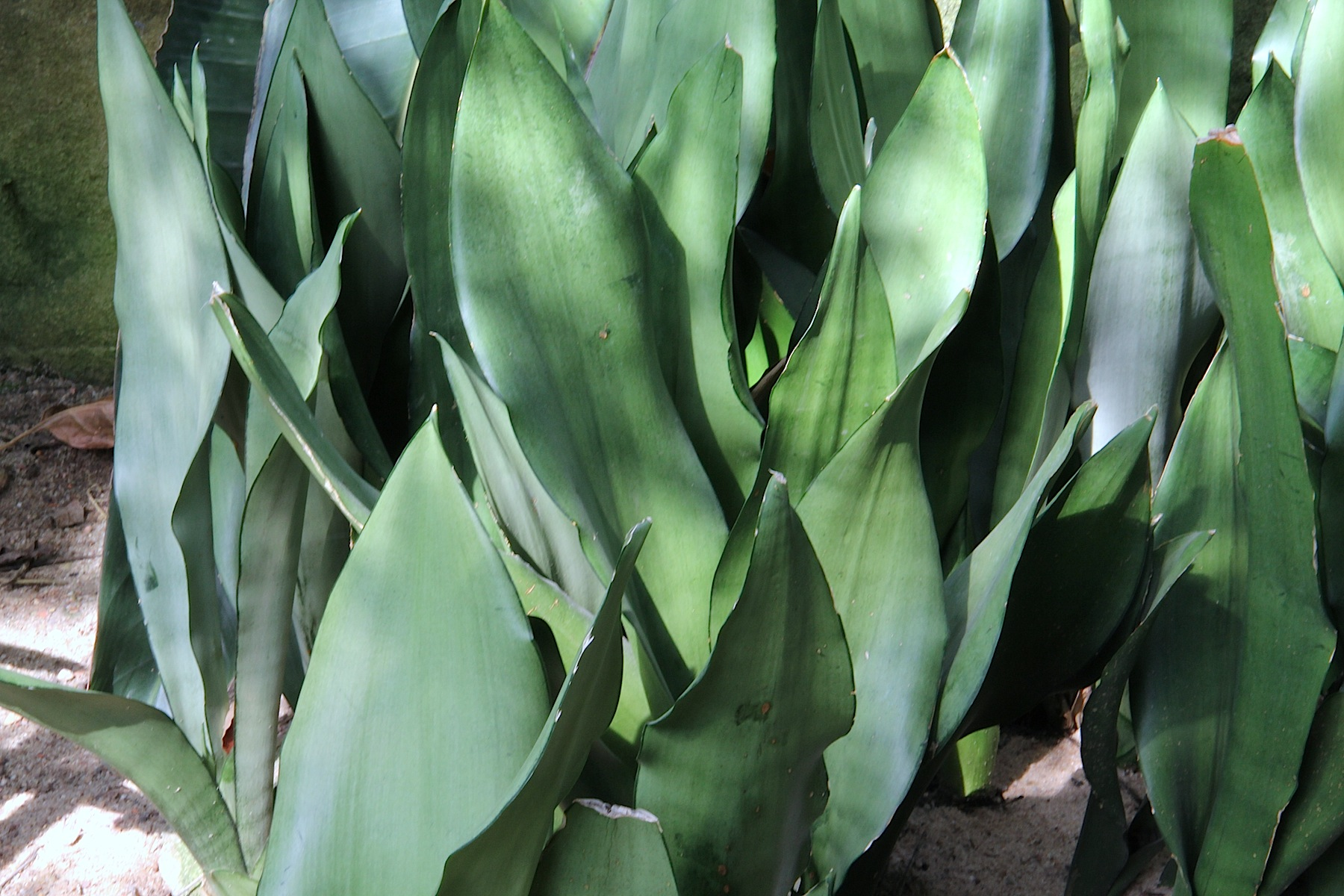
Sansevieria trifasciata 'Moonshine'
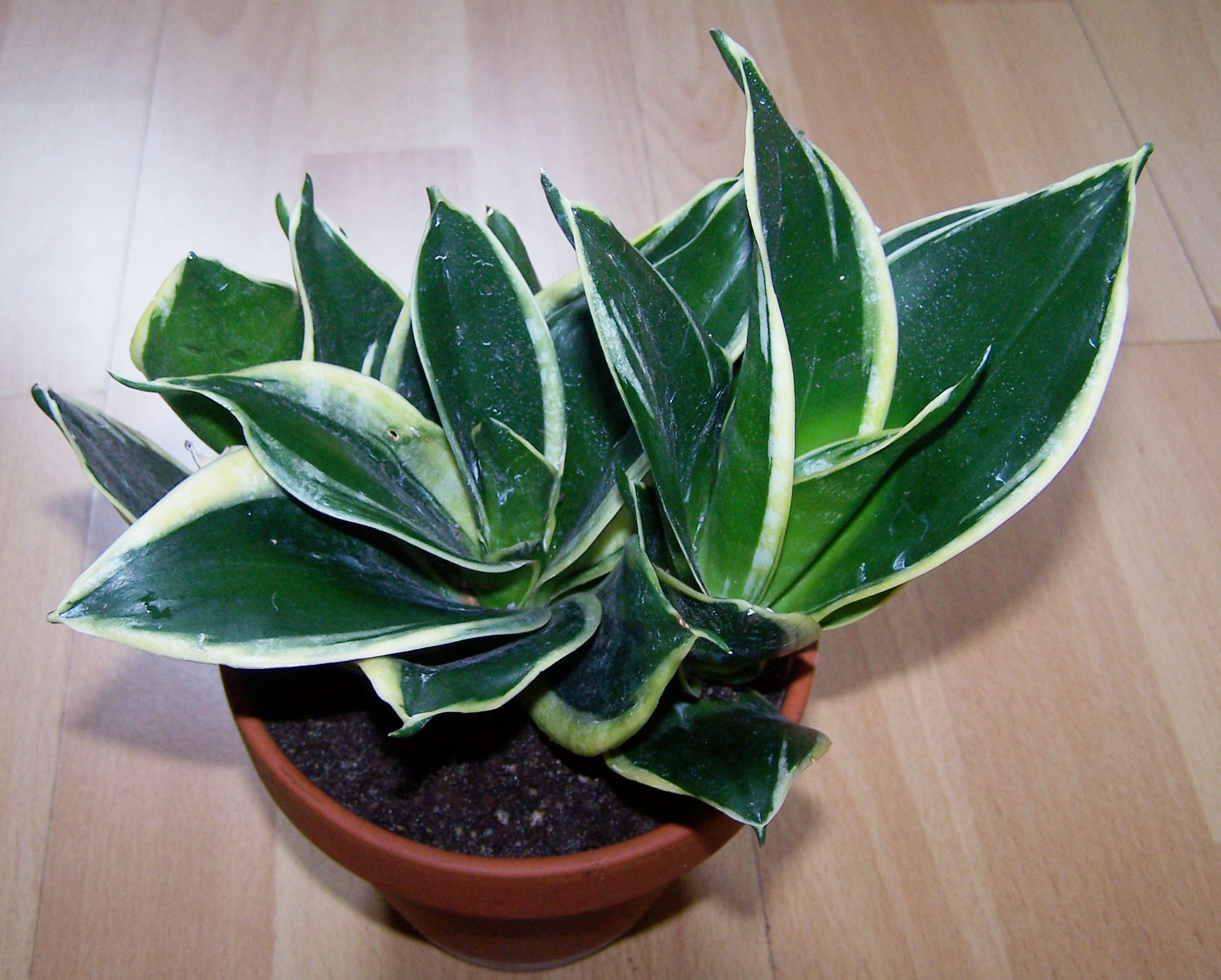
Sansevieria trifasciata 'Super Marginata'

### Sources
1. ↑  (en) « World Checklist of Selected Plant Families: Royal Botanic Gardens, Kew », sur wcsp.science.kew.org (consulté le 24 juin 2021)
2. ↑  David Longman (trad. de l'anglais), Comment soigner vos plantes d'intérieurs, Paris, Bordas, 1980, 200 p. (ISBN 2-04-011007-0), p. 160-161.
3. ↑  (en) Lorraine Harrison, RHS Latin for gardeners : over 3000 plant names explained and explored, Mitchell Beazley, 2012 (ISBN 978-1-84533-731-5 et 1-84533-731-X, OCLC 797981038), p.224
4. ↑   https://www.sciencesetavenir.fr/decryptage/les-plantes-vertes-peuvent-elles-purifier-l-air-de-la-maison_37023
5. ↑  B. C. Wolverton, W. L. Douglas, K. Bounds, « A study of interior landscape plants for indoor air pollution abatement. », Étude de la NASA sur purification de l'air (en), Centre spatial John C. Stennis, juillet 1989.
6. ↑  B. C. Wolverton & J. D. Wolverton, « Plants and soil microorganisms : removal of formaldehyde, xylene, and ammonia from the indoor environment. », in Journal of the Mississippi Academy of Sciences, n° 38, p. 11-15, 1993.